# Nathan Tisam
Nathan Tisam (ur. 6 lipca 1988 na Wyspach Cooka) – piłkarz z Wysp Cooka grający w tamtejszym Nikao Rarotonga na pozycji obrońcy.
W Nikao Rarotonga gra od 2005 roku. W tym czasie z tą drużyną został 5 razy mistrzem kraju i 2 razy został zdobywcą pucharu kraju.
W reprezentacji Wysp Cooka zadebiutował w 2007 roku wchodząc z ławki. W tej reprezentacji rozegrał 7 meczów i jeszcze nie strzelił bramki.